# Emily Jacir
Emily Jacir född 1970 i Betlehem, är en palestinsk konstnär. Hon växte upp i Saudiarabien. Efter gymnasiestudier i Rom i Italien utbildade hon sig i USA. Hon är mestadels verksam i New York och Ramallah. Jacir är en konceptuell samtida konstnär som arbetar med varierande medier, bl.a. fotografi, videoverk, installationer, performance, måleri, text och ljud. Jacirs verk har oftast ett politiskt budskap och många av hennes verk uppmärksammar situationen i Palestina, vad gäller såväl vardagliga som historiska händelser och vad detta har för betydelse för människor från Palestina.
Jacirs ursprung är en förutsättning och ett centralt tema för hennes konst, framför allt gällande hennes verk "Were We Come From" (2001-2003), eftersom hon själv är från Palestina. Jacir kunde med hjälp av sitt amerikanska pass få tillträde till sitt hemland Palestina och ville därför hjälpa andra människor som inte hade samma möjlighet. Verket bestod av en serie fotografier försedda med varsin text, som baserades på Emily Jacirs fråga: "Vad kan jag göra för dig i Palestina, dit jag kan resa men inte du?". Hon agerade som ställföreträdare för ett antal människor som inte kunnat resa till Palestina, genom att hon försökte uppfylla deras önskemål. Önskningarna, såsom att besöka en mors grav eller att spela fotboll med grannens barn, var oftast enkla men av betydelse för de som uttalat önskan. Fotografiernas funktion var ett bildbevis på att önskan hade uppfyllts. "Where We Come From" är ett konceptkonstverk med en berättarteknik, där text och fotografi är olika former för representation.  Jacir finns representerad vid Moderna museet.

## Utbildning
- 1998-1999 Whitney Independent Study Program, New York, USA
- 1994 MFA Studies, Memphis College of Art, Memphis, USA
- 1992 BA ibn Fine Art, University of Dallas, Irving, Texas, USA[8]

## Separatutställningar
- 2010 Affiliations, Beirut Art Centre, Libanon
- 2010 Stazione, Alberto Peola, Turin, Italien
- 2009 Emily Jacir, Hugo Boss Prize, Guggenheim Museum, New York, USA
- 2009 Emily Jacir, National Museum of Contemporary Art, Athen, Grekland
- 2009 Emily Jacir, dispatch, Alexander and Bonin, New York, USA
- 2008 Disputed Territories: Emily Jacir, A Space Gallery, Toronto, Canada
- 2007 Emily Jacir, Villa Merkel, Galerien Der Stadt Esslingen Am Neckar, Tyskland.
- 2007 Emily Jacir, Kunstmuseum St. Gallen, Schweiz
- 2007 Emily Jacir, Alberto Peola, Torino, Italien
- 2005 Emily Jacir, Anthony Reynolds Gallery, London, England
- 2005 Where We Come From, The Jerusalem Fund Gallery, Washington D.C., USA
- 2005 Where We Come From, Edwin A. Ulrich Museum of Art, Wichita State University, Wichita, Kansas, USA
- 2005 Accumulations, Alexander and Bonin, New York, USA
- 2004 Woher wir kommen, Kunstlerhaus Bremen, Tyskland
- 2004 Emily Jacir: Where We Come From, Moderna Museet, Stockholm, Sverige
- 2004 Museum of Modern Art, Arnhem, Nederländerna
- 2004 The Khalil Sakakini Cultural Centre, Ramallah, Palestina
- 2004 Where We Come From, Nuova Icona, Venedig, Italien
- 2004 Kunstraum Innsbruck, Innsbruck, Österrike
- 2003 Where We Come From, Debs & Co, New York, USA
- 2003 Belongings, O-K Center for Contemporary Art, curated by: Stella Rollig, Linz, Österrike
- 2003 Los Angeles International Art Biennial Invitational, Frumkin Duval Gallery, Santa Monica,
- 2003 CA and Al Ma’Mal Foundation, Jerusalem, Palestina
- 2003 Artspace Annex II, New Haven, CT., USA
- 2003 Provisions Library, Washington, D.C., USA
- 2002 New Photographs: Bethlehem and Ramalah, April, 2002, Debs & Co., Project Room, New York, USA
- 2000 From Paris to Riyadh (Drawings for my mother), University Gallery, University of the South, Sewanee, TN.,USA
- 1999 Everywhere/Nowhere, SPACES, Cleveland, Ohio, USA
- 1997 Eastfield College Gallery, Mesquite, Texas, USA
- 1997 Anderson Ranch Arts Center, Snowmass Village, Colorado, USA [8]

## Priser och utnämningar
- 2009 Hugo Boss Guggenheim Prize
- 2007 Guldlejonet för konstnärer under 40, 52:a Venedigbiennalen
- 2001 Marfa Studio of Arts, Public Arts Project, Marfa, Texas
- 1996 Pamela Joseph Fellowship, Anderson Ranch Arts Center, Snowmass Village, CO
- 1995 Juror's Award, DWCA National Juried Exhibition, Irving, TX
- 1994 Presidential Purchase Award, Memphis College of Art, TN [8]